# Malužiná
Malužiná (Hongaars: Maluzsina) is een Slowaakse gemeente in de regio Žilina, en maakt deel uit van het district Liptovský Mikuláš.
Malužiná telt 261 inwoners.